# Château de Payra-sur-l'Hers
Le château de Payra-sur-l'Hers est un château situé à Payra-sur-l'Hers, en France.

## Localisation
Le château est situé sur la commune de Payra-sur-l'Hers, dans le département français de l'Aude.

## Historique
L'édifice est inscrit au titre des monuments historiques en 1984 et classé en 1984.